# Ruth Kündig
Ruth Kündig (17 agosto 1976) è un'ex sciatrice alpina svizzera.

## Biografia
Originaria di Svitto, in Coppa Europa la Kündig esordì il 19 gennaio 1996 a Krompachy Plejsy in slalom gigante (46ª) e ottenne due podi, entrambi in supergigante: il 20 dicembre 1996 a Haus (2ª) e il 5 marzo 1997 a Les Arcs (3ª). In Coppa del Mondo esordì il 31 ottobre 1999 a Tignes in slalom gigante, senza completare la prova, ottenne il miglior piazzamento il 10 febbraio 2000 a Santa Caterina Valfurva in discesa libera (15ª) e prese per l'ultima volta il via il 26 gennaio 2002 a Cortina d'Ampezzo nella medesima specialità (43ª). Si ritirò al termine della stagione 2002-2003 e la sua ultima gara fu lo slalom gigante dei Campionati svizzeri 2003, disputato il 28 marzo a Verbier; non prese parte a rassegne olimpiche o iridate.

## Palmarès

### Coppa del Mondo
- Miglior piazzamento in classifica generale: 77ª nel 2000

### Coppa Europa
- Miglior piazzamento in classifica generale: 10ª nel 1997
- 2 podi:
  - 1 secondo posto
  - 1 terzo posto

### Far East Cup
- 1 podio:
  - 1 terzo posto

### Campionati svizzeri
- 4 medaglie:
  - 2 argenti (discesa libera nel 2000; discesa libera nel 2001)
  - 2 bronzi (supergigante nel 1999; combinata[senza fonte] nel 2001)